# Паганское царство
Пага́н (бирм. ပုဂံခေတ်) — средневековое буддистское бирманское государство, существовавшее на территории современной Мьянмы в 1044—1287 годах. Его столицей был одноимённый город Паган.
Паган был первым государством, которому удалось подчинить всю территорию современной Мьянмы. Именно в нём зародились бирманские письменность, искусство, архитектура и литература.

## История

### Предыстория
Предки современных мьянманцев были известны китайцам как «западные цяны». Во времена династии Хань они населяли район современного Ланьчжоу. Спасаясь от китайской экспансии, они отступили в северо-восточный Тибет, а оттуда началась их миграция к югу. Попав в Сычуань, они стали вассалами Наньчжао. В VII веке западные цяны, называвшие себя «мьянма», известны как один из народов, входящих в государство Наньчжао. Они входили в состав армий Наньчжао, разгромивших государство Шрикшетра народа пью, и впоследствии воевавших с монами.
Первые поселения мьянманцев в Средней Бирме располагались в долине Чаусхе. Летописи сохранили названия одиннадцати первых каруинов (родовых поселений); ещё восемь каруинов располагалось ближе к Иравади. Мьянманцы унаследовали ирригационные системы живших там ранее пью; вероятнее всего тогда же начался процесс ассимиляции пью мьянманцами. Название «пью» встречается лишь в ранних мьянманских надписях XI века, где употребляется наряду с мьянманцами; впоследствии оно исчезает без следа. Полтора столетия, которые длилась ассимиляция, являются самым недокументированным периодом в истории Мьянмы, к тому же не оставившим в долине Иравади археологических памятников.
К 850 году летописи относят основание города Паган: по их сведениям, некий князь Пьинбу обнёс этот город стеной. Не исключено, что первоначально Паган был одной из крепостей, построенных Наньчжао и населённой воинами и их семьями. Постепенно значение Пагана, лежавшего на берегу Иравади возрастало. Уже в середине X века князь Сорахан построил буддийскую молельню на горе Туран около Пагана, причём титуловался он властителем Пагана; это известно не только из летописей, но и из сохранившейся там надписи. Летописи и надписи доносят сведения о начавшейся борьбе за трон в Пагане, обладание которым становится важным для главенства над народом мьянма. В 964 году князь Сорахан был свергнут; мьянманские хроники связывают его свержение с тем, что он отрёкся от буддизма и отметил это сооружением статуи змея-Нага. Последующие десятилетия за власть в Пагане боролись две семьи, и потому наследование всегда сопровождалось дворцовыми переворотами.

### Ранняя история

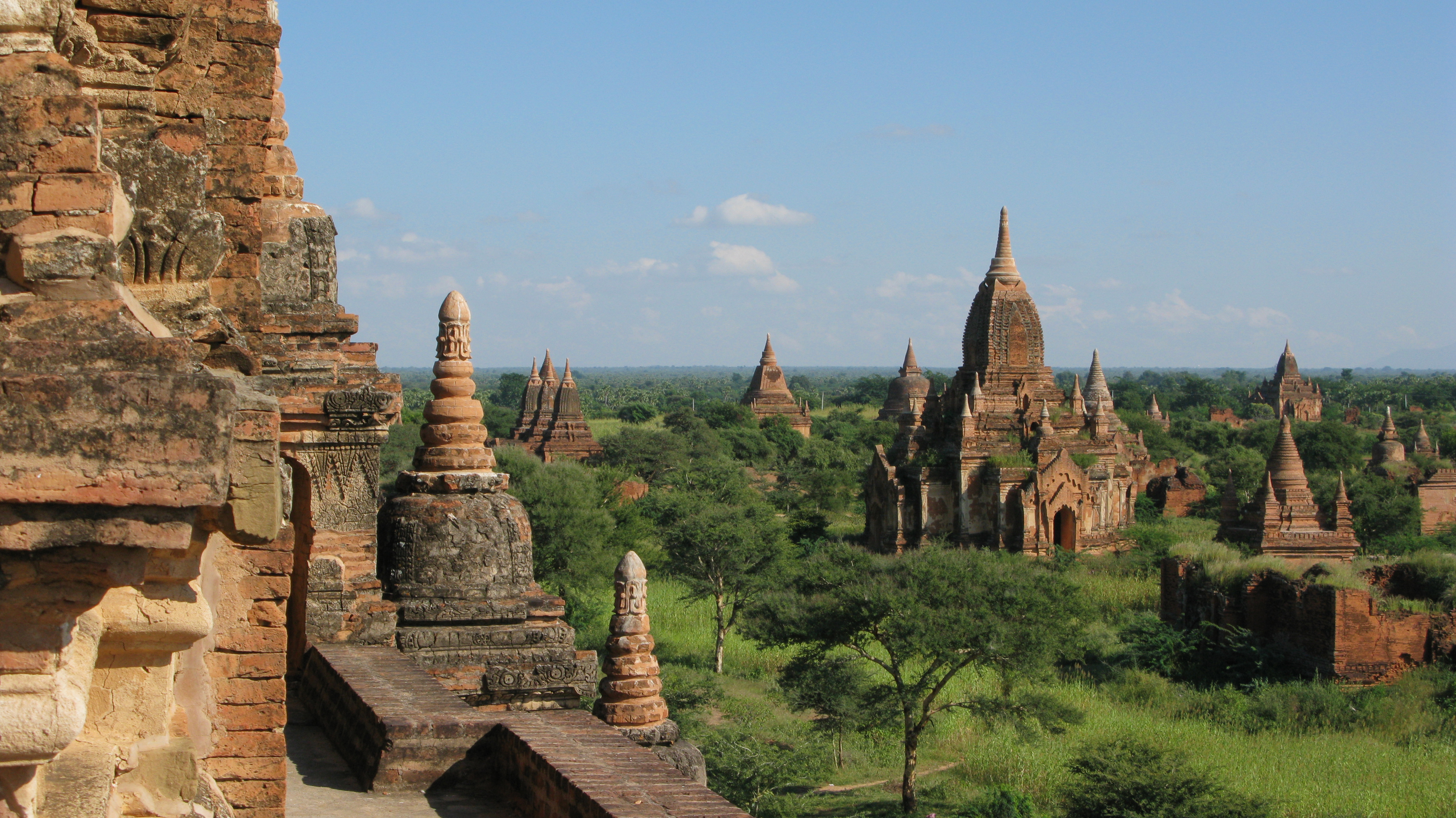
Пагоды в Пагане, столице царства

Датой основания Паганского царства традиционно считается 1044 год, в который, как утверждают хроники, взошёл на трон царь Аноратха, объединивший под своей властью территорию современной Мьянмы. В действительности он занял престол в Пагане в 1017 году, но первые десятилетия его правления не связаны с походами и завоеваниями, и потому опущены хронистами. В этот период Паганское государство округляло свои владения, пользуясь выгодным расположением в долине Иравади и контролем над крупными ирригационными системами, оставшимися от пью и восстановленными мьянманцами. Обстановка благоприятствовала Аноратхе, так как его основные соперники — моны — были вынуждены обороняться против кхмеров и Чолов, а прочие соседи были слабы. В 1020—1030-х годах Аноратха совершил ряд походов на север и восток, присоединяя окрестные земли.
По мере укрепления Пагана на повестку дня встало присоединение богатых южных земель и выход к морю. Поначалу Аноратха отобрал у монов те области Шрикшетры, которые были ими захвачены после падения государства пью, а затем вышел к границам собственно монских земель. Поначалу отношения с монами не были враждебными: в 1049 году войска мьянманцев даже участвовали в обороне Татхоуна от кхмеров. Но вскоре начались мьянманско-монские войны, в результате которых войска Аноратхи захватили сначала Пегу (куда они вошли как союзники в борьбе против горных племён, но по окончании этой войны превратились в покорителей), а в 1057 году — город Татхоун, основной центр монов. В результате разгрома государства Татон в руки мьянманцев перешла Южная Мьянма, портовые города.
В результате присоединение Татона изменился этнический состав государства. Значительную часть населения теперь стали составлять моны, превосходившие мьянманцев в культурном отношении. Аноратха вывез из Пегу и Татхауна в Паган несколько тысяч монских семей, включая всю знать во главе с царём. В результате Паган стал наследником двух царств, двух культур. Начался стремительный взлёт Пагана, ставшего к концу правления Аноратхи одним из крупнейших центров Юго-Восточной Азии.

### Расцвет
К моменту смерти Аноратхи в 1077 году Паганское государство хотя и обладало предпосылками к консолидации, но оно ещё не успело выработать приемлемой системы управления, обеспечившей бы ему существование в случае ослабления центральной власти. Поэтому как только на престол в Пагане после смерти Аноратхи вступил Ман Лулан, по стране прокатились опасные восстания. Первыми поднялись моны, во главе которых встал воспитанный при паганском дворе Янмакан. Несмотря на первые удачные походы мьянманцев на юг, восстание ширилось, и в конце концов паганский царь погиб, моны захватили Паган и угнали оттуда население в свои города.
Однако, захватив Паган, моны не стали захватывать каруины (родовые поселения) мьянманцев в долине Чаусхе, где был избран новый царь — Тилуин Ман. Он был владетелем одного из каруинов, прославившийся в походах Аноратхи, но не имевшим с ним родственных связей. Опираясь на экономическую базу каруинов и набрав там войско, Тилуин Ман смог изгнать из Пагана монов, а затем в течение нескольких лет восстановить наследство Аноратхи.
Во время правления Тилуин Мана (1084—1112) произошла интенсивная «монизация» Пагана. Чисто мьянманской осталась лишь армия, а моны заняли ключевые посты в администрации страны, монский язык стал равноправным с мьянманским. Тилуин Ману удалось достичь в стране внутреннего мира. Единственной значительной войной стала экспедиция против Аракана, позволившая присоединить это царство к Пагану.
После смерти Тилуин Мана на престол взошёл Кансу I (1113—1167). При этом последовали мятежи в монских землях на юге, которые хоть и не представляли опасности для государства, но дали царю предлог резко сократить влияние монов на жизнь страны. С первой половины XII века практически исчезают монские надписи, исчезают имена монов из числа дарителей земель монастырям и участников судебных процессов. Из равноправных союзников моны превратились в подчинённый народ.

### Упадок и гибель
Во второй половине XII века начался упадок Пагана, ослабленного внутренними распрями. В результате государство потерпело поражение в войне с Цейлоном в 1160-х годах; ланкийские армии временно оккупировали южные порты страны.
Угроза вторжений горцев, которых уже не могли сдержать пограничные крепости, привела к тому, что цари Пагана стали привлекать шанов на службу. При дворе появились и стали обретать всё больше власти племенные вожди горцев.
Весь XIII век царство теряло свои территории под ударами шанов и каренов. Города монов становились всё более независимыми, а паганские феодалы поделили между собой лучшие земли страны и перестали считаться с царской властью.
Конец медленной деградации государства положила монгольская империя Юань, совершившая несколько вторжений в Паган. В 1277 году бирманцы потерпели первое крупное поражение от монгольских войск, а в 1287 году Паган был окончательно разгромлен и распался на части. Захватив Паган, юаньские войска посадили на трон правителя-марионетку и покинули Мьянму, оставив там гарнизоны. Вскоре шанские войска изгнали завоевателей из долины Иравади, но Паганское царство уже не возродилось. Правда, в течение многих лет паганский престол ещё существовал, и его последовательно занимали князья из ближайших владений, на которые распалась страна. К 1369 году относится последнее эпиграфическое упоминание о паганском царе. Постепенно Паган был покинут жителями.

## Список правителей
| Имя                      | Годы правления |
| ------------------------ | -------------- |
| Аноратха                 | 1044—1077      |
| Солу (Ман Лулан)         | 1077—1084      |
| Чанзита (Тилуин Ман)     | 1084—1112      |
| Алаунситу (Кансу I)      | 1112—1167      |
| Нарату                   | 1167—1170      |
| Нартейнкха               | 1170—1173      |
| Нарапатиситу (Кансу II)  | 1173—1211      |
| Нантаунгмья (Натомья)    | 1211—1234      |
| Чосва (Клаква I)         | 1234—1250      |
| Узана II (Уккана II)     | 1250—1254      |
| Наратихапате (Кансу III) | 1254—1287      |
| Руйнасьян (Клаква II)    | 1289—1299      |